# Hymenophyllum peltatum
Hymenophyllum peltatum är en hinnbräkenväxtart som först beskrevs av Jean Louis Marie Poiret, och fick sitt nu gällande namn av Nicaise Augustin Desvaux. Hymenophyllum peltatum ingår i släktet Hymenophyllum och familjen Hymenophyllaceae. Inga underarter finns listade.